# Maciej Lumumba Kalemba
Maciej Lumumba Kalemba (ur. 1836, zm. 27 maja 1886 w Kampali) – męczennik chrześcijański, święty Kościoła katolickiego, jeden z grupy męczenników z Ugandy, zamordowanych przez króla Mwangę II.
Najpierw praktykował wierzenia pogańskie, później się nawrócił na islam. W końcu pod wpływem nauk misjonarzy przyjął chrzest. Był sędzią i namiestnikiem okręgu. 27 maja 1886 został zamordowany. Wobec niego zastosowano szczególne męki. Najpierw obcięto mu ręce i nogi oraz wycinano mu kawały ciała żywcem. Wreszcie wrzucono go w sitowie, gdzie skonał od ran. W chwili śmierci miał 50 lat. 6 czerwca 1920 papież Benedykt XV beatyfikował go. 18 października 1964 roku Paweł VI dokonał kanonizacji jego oraz innych męczenników z Ugandy, m.in. Karola Lwangę.